# Hussein Shahid Suhrawardy

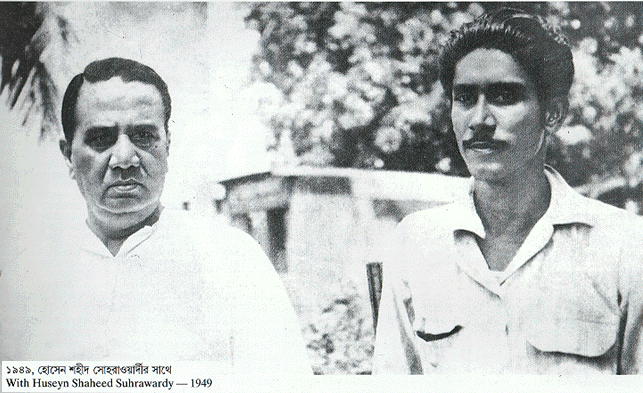
Suhrawardy (vänster) med Mujibur Rahman.

Hussein Shahid Suhrawardy, född 8 september 1892 i en burgen familj i Midnapur, Bengalen, död 5 december 1963, var en pakistansk politiker och premiärminister. Bachelor of Science och Bachelor of Civil Law vid Oxford, advokat och medlem i Gray's Inn.
Efter att ha återvänt från England 1920 och arbetat som fackföreningsman valdes Suhrawardy till biträdande borgmästare i Calcutta 1924, grundade och ledde partiet Independent Muslim Party inför 1926 års lokalval i Bengalen, utsågs till arbets- och handelsminister i delstatsregeringen i Bengalen efter 1937 års val till Bengalens lagstiftande församling (inför vilket val han grundat partiet United Muslim Party), anslöt sig sedan till Muslim League och utnämndes till försörjningsminister i Bengalen 1943-1945, premiärminister i delstaten Bengalen 1946-1947.
I ett försök att hålla ihop Bengalen inför den kommande självständigheten från britterna samarbetade han under en kort period med hindupolitikerna Sarat Chandra Bose, Kiran Shankar Roy och Satya Ranjan Bakshi för att om möjligt kunna förena Bengalen med Assam och delar av Bihar i en självständig tredje indisk stat (Greater Independent Bengal). Fortfarande aktiv i Muslim League utnämndes Suhrawardy så till justitieminister i Pakistan 1954-1955 och på höjden av sin karriär - slutligen premiärminister i Pakistan 1956-1957.
Åren fram till sin död var Suhrawardy verksam i den politiska allians som bekämpade militärdiktatorn Mohammad Ayub Khan, och han deltog då i bildandet av National Democratic Front (NDF). Han gjorde sig under hela sin politiska karriär känd som en äkta pragmatiker.